# Aritranis robiniae
Aritranis robiniae là một loài tò vò trong họ Ichneumonidae.